# San Juan Bautista Lo de Soto
San Juan Bautista Lo de Soto är en kommun i Mexiko.   Den ligger i delstaten Oaxaca, i den sydöstra delen av landet, 300 km söder om huvudstaden Mexico City.
Följande samhällen finns i San Juan Bautista Lo de Soto:
- San Pedro Orizaba